# Liješta
Liješta (cyr. Лијешта) – wieś w Czarnogórze, w gminie Podgorica. W 2011 roku liczyła 104 mieszkańców.